# Апанович, Кэтрин
Кэтрин Апанович (англ. Kathryn Apanowicz; 3 июня 1960, Хорсфорт, Уэст-Йоркшир — 3 марта 2025) — британская актриса и ведущая.

## Биография
Апанович выросла в Хорсфорте, Лидс, вместе с братом Стивеном. Её отец был лётчиком польских ВВС во время Второй мировой войны. Впервые она начала заниматься телевидением в возрасте одиннадцати лет, когда вела программу для юношества на ITV, а затем присоединилась к передаче Calendar, а потом занялась актёрской карьерой.
Апанович была наиболее известна по своим появлениям на телевидении в 1980-х годах в мыльных операх BBC «Ангелы», в котором она играла медсестру Роуз Батчинс, и «Жители Ист-Энда», в котором она играла организатора общественного питания Магду Чайковски. У неё также были второстепенные роли в фильмах «Ферма Эммердейл» и «Улица Коронации», а в детстве она появилась в фильме «Багси Мэлоун». До того, как попасть в эти шоу, Апанович работала в детских программах на Йоркширском телевидении с Марком Карри.
В начале 1990-х она работала на кабельном канале Wire TV и запустила канал 4 мая 1992 года. Она представила своё ток-шоу Afternoon Live.
В 2000 году она регулярно выступала в качестве одной из ведущих дневного женского шоу Live Talk на канале ITV. Она была ведущей на BBC Radio Leeds и приглашённой ведущей на BBC Radio York.
С 1994 по 2005 год Апанович была партнёром ведущего Countdown Ричарда Уайтли. Уайтли умер 26 июня 2005 года в возрасте 61 года после неудачной экстренной операции из-за эндокардита. После его смерти она опубликовала биографию Уайтли под названием «Ричарду от Кэтрин». Апанович пожертвовала три пары очков Уайтли благотворительной организации по оказанию услуг оптики Vision Aid Overseas (VAO), которая отправила их с командой специалистов-оптиков в Эфиопию, где их подобрали трём местным жителям с такими же показателями по зрению. BBC освещала эту историю в своей программе Inside Out, которая вышла в эфир 19 сентября 2007 г.
Апанович подружилась с соведущей шоу «Countdown» Кэрол Вордерман. В июле 2008 года Апанович неоднократно появлялась в британских СМИ, критикуя руководство Channel 4 за их отказ вести переговоры с Вордерман о приемлемой оплате труда, что привело к её уходу из шоу.

## Смерть
Апанович умерла 3 марта 2025 года в возрасте 64 лет.